# Kazuhiko Inoue
Kazuhiko Inoue (jap. 井上 和彦, Inoue Kazuhiko, * 26. März 1954 in Yokohama, Präfektur Kanagawa, Japan) ist ein japanischer Synchronsprecher (Seiyū) und Tonmeister. Des Weiteren ist er leitender Direktor von B-Box.

## Karriere
Zu seinen bekanntesten Rollen gehören Kakashi Hatake aus  Naruto, Eiri Yuki aus Gravitation, Jerid Messa aus Mobile Suit Gundam Z, Dusty Attemborough aus Ginga Eiyū Densetsu,  Shimamura Joe/009 aus Cyborg 009 und Gamma aus Katekyo Hitman Reborn!. Für seine Rolle als Nyanko-sensei in Natsume Yūjinchō erhielt er 2009 bei den 3. Seiyū Awards eine Auszeichnung als Bester Nebendarsteller.

## B-Box
Inoue ist leitender Direktor der im Schauspieler Management tätigen B-Box GmbH (有限会社　Ｂ−Ｂｏｘ). An der zum Unternehmen gehörenden Schauspielschule B-Box Actors School ist Inoue auch als Dozent aktiv.
Weitere Tätigkeiten von B-Box sind die Organisation von Theateraufführungen und Veranstaltungen sowie die Produktion und der Verkauf von CDs, DramaCDs und anderem. 

## Rollen (Auswahl)
| Anime - Anne mit den roten Haaren (Gilbert) - Attack on Titan (Willi Tybur) - Arslan Senki (Daryun) - Basara (Shuri) - Blue Seed (Mamoru Kusanagi) - Candy Candy (Anthony) - Captain Future (Ken Scott) - Captain Tsubasa (Carlos Santana) - Chrno Crusade (Aion) - Cyberpunk: Edgerunners (Faraday) - Cyborg 009(1979) (Shimamura Joe/009) - Darker than Black (November 11) - Detektiv Conan (Ninzaburō Shiratori) (2. Besetzung ab Folge 205) - Doraemon (Nobita’s Lehrer) - Excel Saga (Dick/Shioji Gojo) - Fairy Tail (Gildarts) - Galaxy Angel (Dr. Minami Asagaya) - Ginga Eiyū Densetsu (Dusty Attemborough) - Ginga Tetsudo Monogatari: Eien e no Bunkiten (Wataru Yuuki) - Gravitation (Eiri Yuki) - Grey: Digital Target (Grey) - Mobile Suit Gundam Z (Jerid Messa) - Haru wo Daiteita (Nagisa Sawa) - Hi no Tori: Yamato-hen (Oguna) - In a Distant Time - The Movie: Tanz im Mondlicht (Tachibana no Tomomasa) - Junjō Romantica (You Miyagi) - Jungle Wa Itsumo Hare Nochi Guu (Reiji-sensei) - Koutetsu Sangokushi (Kouketsu Ryousou) - Kurozuka (Izana) - Kyō kara Maō! (Günther von Christ) - Lady Oscar (Hans Axel von Fersen) - Die Melancholie der Haruhi Suzumiya (Keiichi Tamaru) - Legendz: Yomigaeru Ryūō Densetsu (TV) (Shiron the Windragon; Ranshiin) - Moonlight Mile (Gorō Saruwatari) - Naruto (Kakashi Hatake) - Noragami (Kuraha) - Natsume Yūjinchō (Nyanko-Sensei/Madara) - Ouran High School Host Club (Yuzuru Suō) - The Place Promised In Our Early Days (Tomizawa) - Pokémon (Dr. Utsugi) - Porfy no Nagai Tabi (Christopher) - Ranma ½ (Mikado Sanzenin) - Romeo × Juliet (William) - Rurouni Kenshin - Meiji Kenkaku Romantan - Ishin Shishi e no Requiem (Takimi Shigure) - Seikai no Senki (Nefee/Nereis) - Seikimatsu Darling (Yoichurō Takasugi) - Voltron (Keith) - Windaria (Jiru) - X (Film) (Yuuto Kigai) - Yami no Matsuei (Oriya Mibu) | Ausländische Produktionen - Lost (Dr. Jack Shephard (Matthew Fox)) - Two and a Half Men (Charlie Harper (Charlie Sheen)) - Das Leben und Ich (Alan Matthews (William Russ)) - Chaos City (Charlie Crawford (Charlie Sheen)) - Herbie Fully Loaded – Ein toller Käfer startet durch (Ray Peyton Sr. (Michael Keaton)) - Notting Hill (William Thacker (Hugh Grant)) - A.I. – Künstliche Intelligenz (Henry Swinton (Sam Robards)) - Cast Away – Verschollen (Chuck Noland (Tom Hanks)) - e-m@il für Dich (Joe Fox(Tom Hanks)) - Der Unbeugsame (1984) (Roy Hobbs (Robert Redford)) - Be Cool – Jeder ist auf der Suche nach dem nächsten großen Hit (Chili Palmer (John Travolta)) - Wehrlos – Die Tochter des Generals (Warrant Officer Paul Brenner (John Travolta)) - Kuck mal, wer da spricht! (James Ubriacco (John Travolta)) - Wild Wild West (U.S. Marshal Artemus 'Artie' Gordon (Kevin Kline)) - Beverly Hills Cop II (Det. Billy Rosewood (Judge Reinhold)) - Akte X – Die unheimlichen Fälle des FBI - Zathura – Ein Abenteuer im Weltraum (Vater (Tim Robbins)) - House of Wax (Bo/Vincent (Brian Van Holt)) - The Transporter (Frank Martin (Jason Statham)) - Okinawa Rendez-vous (Jimmy Tong (Leslie Cheung)) - Double Tap (Rick Pang (Leslie Cheung)) - Tremors – Im Land der Raketen-Würmer (Valentine McKee (Kevin Bacon)) - Flags of Our Fathers (James Bradley (Thomas McCarthy)) |